# Francesc Gilabert de Centelles Riu-sec i de Queralt
Francesc Gilabert de Centelles Riu-sec i de Queralt (1408 - Esglésies? 1480), baró de Nules i primer comte d'Oliva, fou un noble i militar del Regne de València.

## Ascendència i descendència
Fill de Bernat de Centelles Riu-sec i de Cabrera, conegut també per Ramon de Riu-sec, es casà amb Francesca de Montcada, de qui va enviudar sense fills. Es tornà a casar amb Betriu d'Urrea Centelles, filla del I Comte d'Aranda i virrei de Sicília. D'aquest matrimoni nasqueren dos fills Serafí i Querubí, i dues filles, Beatriu i Estefania. Se li atribueix un fill il·legítim, Jordi de Centelles.

## Biografia
Amb només 12 anys va marxar amb son pare Bernat de Centelles a Itàlia, amb l'estol d'Alfons el Magnànim cap a Nàpols. L'any 1433 heretà tots els títols i senyorius peninsulars i illencs de son pare. Conseller, camarlenc i amic del rei, va lluitar a les campanyes d'Itàlia (1433-1458) on va rebre noves possessions i el títol de Comte d'Oliva el 1449, participant el 1454 durant la guerra catalanogenovesa en la Batalla naval de Ponça. En la bula d'or on el magnànim li atorgava el títol de comte es fa recompte de les seues gestes: les campanyes d'Itàlia per la conquesta del Regne de Nàpols; la guerra amb Castella, en la qual fou mariscal; les expedicions contra els turcs i tunisians, etc.
Amb els càrrecs i gestes militars, com el govern de determinats castells de Sardenya, va dur endavant altres missions civils, o l'exercici de càrrecs palatins de confiança. El nomenament més honrés fou el de Governador General del Regne el 1478 fins a la seua mort, càrrec que també ocupà el seu gendre Joan Roís de Corella i Llançol de Romaní, comte de Cocentaina i casat amb Beatriu de Centelles.
A més de les donacions reials, Francesc Gilabert de Centelles fou qui més va contribuir a l'engrandiment dels seus estats amb la compra de petits senyorius circumveïns, com ara l'adquisició de la baronia de Murla (1463), la de Pego (1473) i les d'Orba i Laguar (1476).
La seua mort sembla que es va produir a Sardenya mentre negociava la recuperació de béns confiscats a la seua germana. Havia fet testament l'11 de gener en presència del notari Antoni Barrera, la data exacta seria a primeries del 1480, ja que Beatriu d'Urrea pren possessió de l'herència com a tutora dels seu fill Serafí el 25 de febrer de 1480, segons un pergamí conservat a l'AHN.